# Hubert-Noël Campagni
 (septembre 2020).
Jean-Hubert-Noël Camagni, né à Dijon le 25 décembre 1804 et mort à Paris le 23 septembre 1849, est un sculpteur français.

## Biographie
Hubert-Noël Campagni est né à Dijon le 25 décembre 1804. Il est d'abord élève de Bornier à l'école de sa ville natale. Il vient ensuite à Paris où il commence à exposer en 1839. Il remporte une médaille de deuxième classe au Salon de 1843. On lui doit surtout des bustes dont deux, ceux du président Jeannin et du baron Denon, sont conservés au musée des Beaux-Arts de Dijon.
Il meurt à Paris en 1849 ; il habitait alors au 36, rue de Malte.